# Obrium coreanum
Obrium coreanum es una especie de escarabajo longicornio del género Obrium, categorizada en la tribu Obriini, de la subfamilia Cerambycinae. Fue descrita por Niisato & Oh en 2016.

## Descripción
Mide 4,4-6 mm de longitud.

## Distribución
Se distribuye por Corea.